# Unsere Liebe Frau (Feldkirchen)

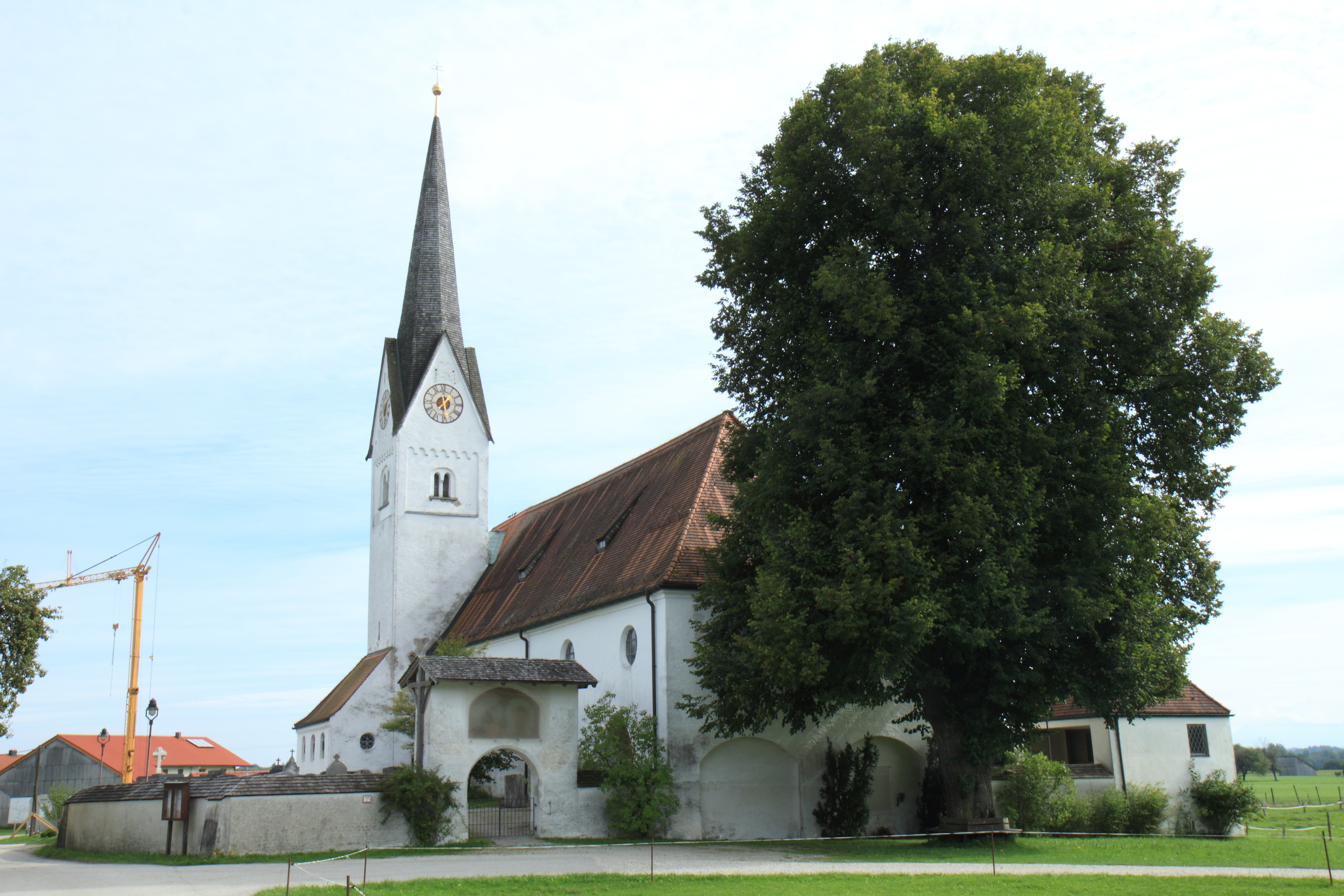
Filialkirche Feldkirchen

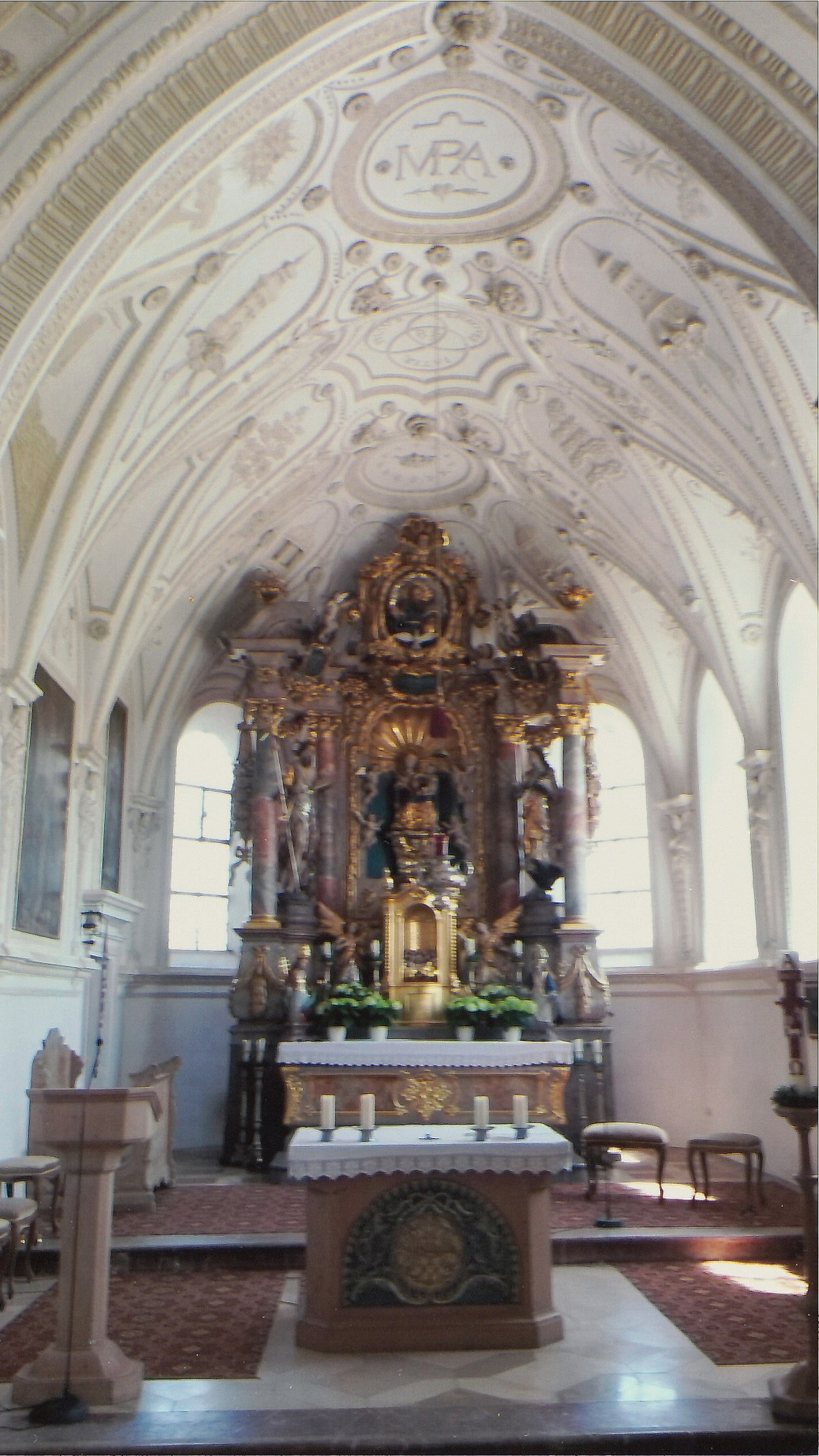
Innenansicht

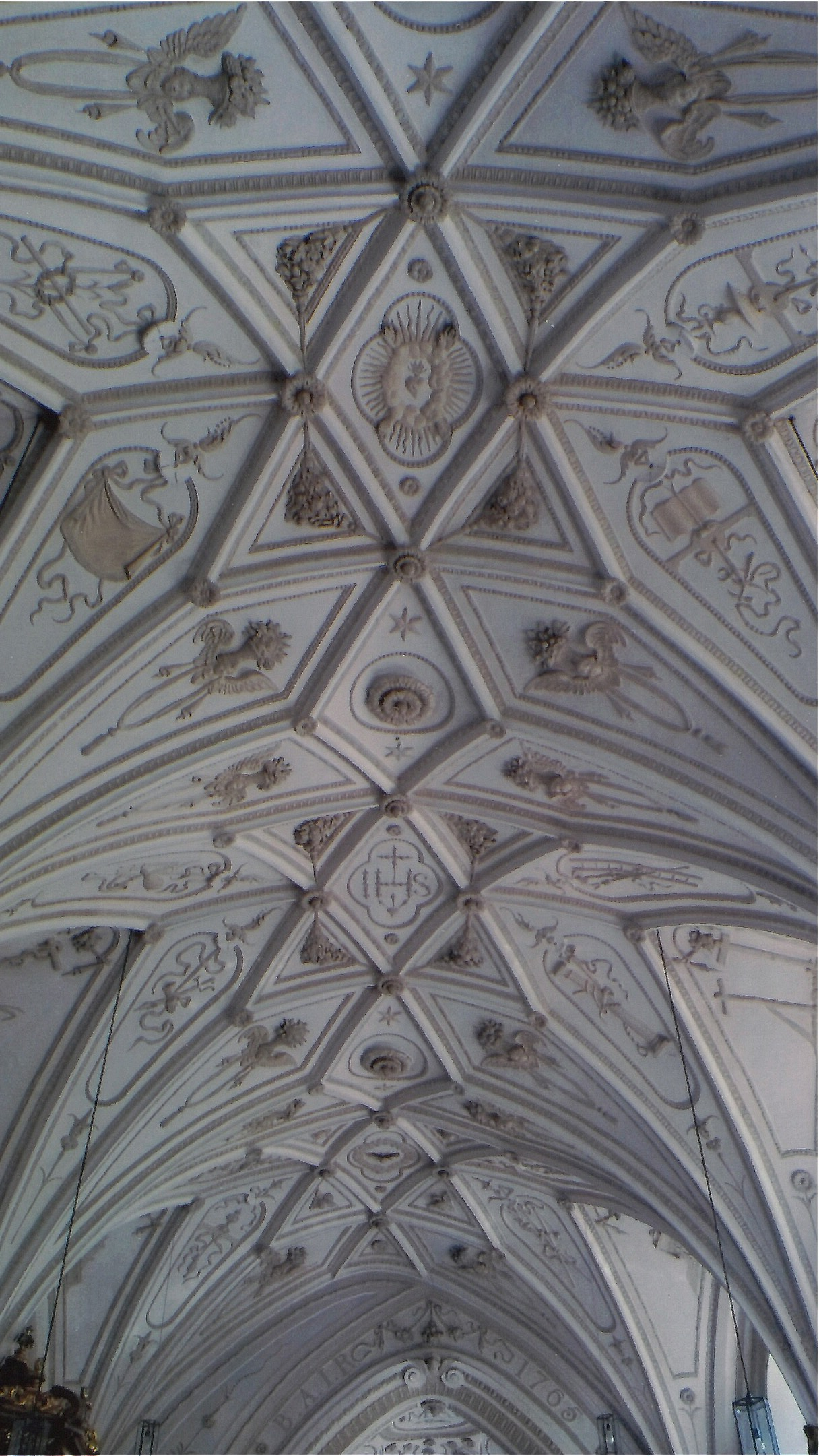
Gewölbe im Schiff

Die römisch-katholische Filialkirche Unsere Liebe Frau (auch: Marienkirche) ist eine gotische Saalkirche im Ortsteil Feldkirchen von Rott am Inn im Landkreis Rosenheim in Oberbayern. Sie gehört zum Pfarrverband Rott am Inn im Erzbistum München und Freising.

## Geschichte und Architektur
Die Kirche wurde erstmals 1298 erwähnt. Die frühere Marien-Wallfahrtskirche Unsere Liebe Frau zählte zum Besitz des  Klosters Rott und erhielt durch dessen Abt Benedikt I. im 16. Jahrhundert ihr heutiges Aussehen. Die unweit vom Inn gelegene Kirche war lange Zeit Sitz einer Schifferbruderschaft.
Der Chor und der Turm stammen bis zur halben Höhe vermutlich aus dem 13. Jahrhundert. Die Chorwölbung, das Langhaus und der Spitzhelm des Turms sind zu Beginn des 16. Jahrhunderts entstanden. Westlich ist eine Pultdachvorhalle angesetzt, die zu Ende des 17. Jahrhunderts aufgestockt wurde. Eine Restaurierung wurde in den Jahren 1984–1987 vorgenommen.
Die Kirche ist ein Saalbau mit vier Jochen; der in der Achse verschobene, eingezogene Chor endet in einem dreiseitigen Schluss. Der Turm im Norden ist mit einem Spitzhelm abgeschlossen. Der Chor ist außen durch schmale Säulen mit Würfelkapitellen und darüber mit einer Kehle gegliedert. Ein fächerartiges Netzgewölbe über Wandpfeilern mit spitzen Stirnseiten und Konsolengesims schließt den Innenraum ab. Der Stuck mit Eierstäben, Girlanden, Festons, Vasen und geflügelten Engelsköpfen wurde um 1630 geschaffen. Zahlreiche emblematische Stuckreliefs, unter anderem zu Bildern aus der Lauretanischen Litanei, gehören zu den spätesten Arbeiten der Maurer und Stuckateure aus Schliersee.

## Ausstattung
Der Hochaltar aus der Zeit um 1700 ist mit einer Thronenden Muttergottes von etwa 1500 ausgestattet, die von den Heiligen Johannes der Täufer und Johannes Evangelista umgeben sind. Der Auszug zeigt ein Bild Gottvaters. Die Seitenaltäre stammen aus hochbarocker Zeit. Im Chorraum sind zwei Gemälde mit Darstellungen von Mariä Verkündigung und Mariä Heimsuchung in die Wand eingelassen.
Über der Sakristeitür ist in einer Renaissancenische mit Muschelwölbung ein Tafelbild mit Maria im Ährenkleid von 1550 angebracht. Hinter dem Hochaltar ist ein geschnitzter Beichtstuhl aus der Mitte des 18. Jahrhunderts aufgestellt. Weiter ist eine Holzfigur der Anna selbdritt aus der Zeit um 1500 mit Inschriftmalerei des 16. Jahrhunderts zu erwähnen. In der Vorhalle ist eine Gedenkplatte von 1489 zu finden.
Das Friedhofsportal ist mit Terrakottareliefs aus der Mitte des 16. Jahrhunderts verziert, die die Verkündigung und Mariä Himmelfahrt darstellen und dem Wasserburger Hafnermeister Michael Kreßlin zugeschrieben werden und 1989 restauriert wurden.

## Orgel

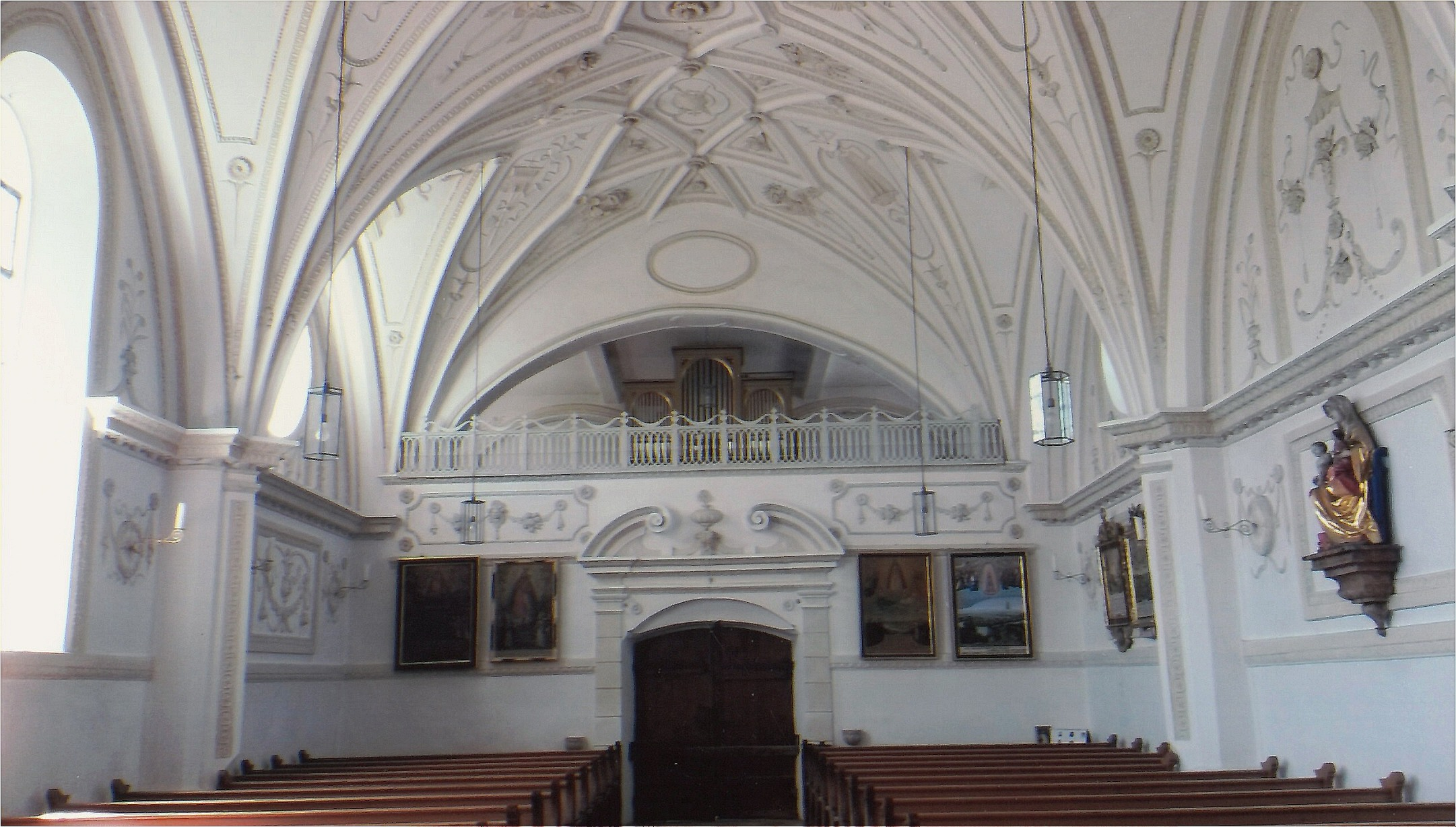
Orgel

Die Orgel mit neun Registern auf einem Manual und Pedal wurde um 1880 von Jakob Müller gebaut. Die Disposition lautet:
| Manual C–f3 |    |
| Principal   | 8′ |
| Hohlflöte   | 8′ |
| Gedeckt     | 8′ |
| Gamba       | 8′ |
| Octav       | 4′ |
| Flöte       | 4′ |
| Flautino    | 2′ |
| Mixtur III  |    |

| Pedal C–f0 |     |
| Subbaß     | 16′ |

- Koppeln: Pedal fest an das Manual angekoppelt